# Sisyrinchium abietum
Sisyrinchium abietum là một loài thực vật có hoa trong họ Diên vĩ. Loài này được McVaugh miêu tả khoa học đầu tiên năm 1989.